# Carme II
Il Carme 2 di Catullo fa parte del Liber, ovvero la raccolta delle opere dell'autore, compilata probabilmente dopo la sua morte in maniera arbitraria, secondo un ordine legato alla metrica dei singoli componimenti, piuttosto che cronologico o tematico.
Il Carme 2, intitolato poi genericamente Il passero di Lesbia, è il primo che si incontra legato alla figura di Lesbia e fa parte delle cosiddette nugae ("bazzecole"), ovvero i carmi dall'1 al 60. 
Lesbia è stata identificata con la matrona Clodia, donna sposata e colta, con cui l'autore ebbe un intenso e tormentato rapporto, narrato nella sua evoluzione psicologica in gran parte dei suoi componimenti. 

## Analisi
Il componimento è in endecasillabi faleci. Riprendendo un tema tipicamente alessandrino, Catullo dedica il suo componimento all'animaletto prediletto della sua amata, creando una sorta di empatia con le emozioni di lei. Non è escluso che l'animale fosse un dono ricevuto da Catullo stesso, come testimonia l'uso di regalarlo all'amante testimoniato da Properzio (3, 13, 32), Virgilio (Ecloghe 3, 68 ss.) e Ovidio (Metamorfosi, 10, 201).
Il poeta si rivolge direttamente all'uccellino: "Oh passero, delizia della mia ragazza". La parola "delizia" fa parte del linguaggio colloquiale tra amanti. Segue un'elencazione di attività che essa fa con l'animaletto: il soggetto sottinteso è la ragazza che suole (il verbo solet si trova al verso 4) "giocare con te, tenerti in grembo, offrirti la punta del dito mentre ti avventi, e provocare inoltre le tue beccate appuntite". Adpetenti è il dativo di una forma alternativa di appetens e si lega a cui, col significato di "a te (passero) che ti sforzi, che assalti". 
Segue una notazione temporale di questi giochi, "quando al desiderio mio brillante (la ragazza, perifrasi) piace giocare per non so quale diletto". Spesso sono usati diminutivi e vezzeggiativi, sempre riprendendo la tradizione alessandrina. Ad esempio il passero è chiamato al verso 7 solaciolum, traducibile come "sollazzetto", ovvero piccolo conforto dei suoi dolori. Ciò il poeta lo crede soltanto (credo) e aggiunge che "allora si placherà la grave passione", cioè il gioco col passero come sollievo dalle preoccupazioni d'amore. 
Gli ultimi due versi riflettono i sentimenti del poeta, che esclama: "Potessi giocare con te come fa ella e alleggerire così i tristi affanni dell'animo!".
Alcuni ipotizzano che tra i versi 6 e 7 manchi qualcosa. Tre versi che iniziano con "Tam gratus mihi", di non chiara interpolazione, sono talvolta inseriti a parte, come Carme 2a, e alludono alla gratitudine di Atalanta quando vede coronati i propri voti.

## Testo
quicum ludere, quem in sinu tenere,

cui primum digitum dare adpetenti

et acris solet incitare morsus,

cum desiderio meo nitenti

carum nescioquid libet iocari

...

tam gratum est mihi quam ferunt puellae

pernici aureolum fuisse malum

quod zonam solvit diu ligatam

...

et solaciolum sui doloris

credo, tum gravis acquiescet ardor

Tecum ludere sicut ipsa possem

et tristis animi levare curas!»
lei con te scherza, lei ti tiene in grembo,

lei ti porge la punta del dito quando le voli incontro,

lei provoca sovente le tue pungenti beccate,

quando lei, la mia accecante passione,

ama inventare non so quale piacevole svago

...

e mi è grato come all'agilissima

fanciulla - si tramanda - l'aureo pomo

che sciolse la cintura a lungo avvinta

...

e piccolo conforto al suo dolore

- almeno immagino -, allora passerà la febbre d'amore.

Potessi anch'io, come lei, scherzare con te

e liberare il cuore dai miei melanconici pensieri.»